# 2016년 KBO 리그 신인 드래프트
2016년 KBO 리그 신인 선수 지명 회의는 2015년 8월 24일에 서울특별시 서초구 양재동 The-K 호텔 컨벤션 센터 2층 그랜드볼룸에서 진행된 신인 지명 회의이다.

## 지명 방식
작년과 마찬가지로 홀수 라운드는 전년도 순위의 역순, 짝수 라운드는 전년도 순위대로 지명하는 방식이다. 최종 10라운드까지 진행되므로, 팀당 최대 10명까지 선발이 가능하다. 이번 지명 회의의 경우 신생 구단인 kt 위즈는 전년도 순위가 없기 때문에 2차지명에서는 1순위로 지명한다. 이번 지명에서 홀수 라운드는 전년도 순위의 역순, 짝수 라운드는 전년도 순위대로 지명하는 소위 ㄹ자 지명방식이 마지막으로 사용되었다. 내년 실시되는 2017년부터는 전 라운드에 걸쳐서 전년도 순위의 역순으로 지명하는 소위 Z자 지명방식이 사용된다.
2차 지명 순서
- 홀수 라운드 : kt → 한화 → KIA → 롯데 → 두산 → SK → LG → NC → 넥센 → 삼성
- 짝수 라운드 : 삼성 → 넥센 → NC → LG → SK → 두산 → 롯데 → KIA → 한화 → kt

## 신생팀 특별 규정
이번 드래프트부터 kt 위즈가 1차 지명 전에 실시하였던 특별 우선 지명이 폐지되었고 또 2차 지명 1라운드 직후에 실시 되었던 특별 지명이 폐지되었다. 하지만 신생팀에 대한 1차 지명 특별 규정은 이번 드래프트까지 실시된다.
1차 지명 특별 규정
- 프로 야구 신생 구단 NC 다이노스와 kt 위즈의 경우 1차 지명을 연고 지역에 상관없이 전국 단위로 지명할 수 있다. 이 규정은 이번 드래프트 이후에는 폐지됐다.

## 지명결과

### 1차 지명

#### 8개 구단 1차 지명
- NC 다이노스와 kt 위즈를 제외한 나머지 8개 구단의 연고 지역 1차 지명이 6월 29일 실시 되었다.
- 서울 공동 연고권을 가지고 있는 서울 3개 팀은 두산-LG-넥센의 순서로 지명하였다.

| 구단          | 출신교             | 포지션 | 성명   | 비고          |
| ------------- | ------------------ | ------ | ------ | ------------- |
| 삼성 라이온즈 | 경북고등학교       | 투수   | 최충연 | 계약금 2억8천 |
| 넥센 히어로즈 | 서울고등학교       | 포수   | 주효상 | 계약금 2억원  |
| LG 트윈스     | 선린인터넷고등학교 | 투수   | 김대현 | 계약금 2억7천 |
| SK 와이번스   | 야탑고등학교       | 투수   | 정동윤 | 계약금 2억원  |
| 두산 베어스   | 선린인터넷고등학교 | 투수   | 이영하 | 계약금 3억5천 |
| 롯데 자이언츠 | 부산고등학교       | 투수   | 박선우 | 계약금 1억1천 |
| KIA 타이거즈  | 광주제일고등학교   | 투수   | 김현준 | 계약금 1억8천 |
| 한화 이글스   | 경희대학교         | 내야수 | 김주현 | 계약금 1억6천 |

#### NC, kt 1차 지명
- NC 다이노스와 kt 위즈는 연고 지역에 상관없이 7월 6일에 1차 지명을 실시 하였다.
- NC 다이노스와 kt 위즈의 1차 지명은 원래 NC-kt의 순서였으나 NC의 배려로 kt-NC의 순서로 진행되었다.[2]

| 구단        | 출신교       | 포지션 | 성명   | 비고              |
| ----------- | ------------ | ------ | ------ | ----------------- |
| kt 위즈     | 경북고등학교 | 투수   | 박세진 | 계약금 2억3천만원 |
| NC 다이노스 | 경기고등학교 | 내야수 | 박준영 | 계약금 2억원      |

### 2차지명
| 라운드 | kt                                    | 한화                                     | KIA                                        | 롯데                                     | 두산                                          | SK                                         | LG                                       | NC                                        | 넥센                                          | 삼성                                       |
| ------ | ------------------------------------- | ---------------------------------------- | ------------------------------------------ | ---------------------------------------- | --------------------------------------------- | ------------------------------------------ | ---------------------------------------- | ----------------------------------------- | --------------------------------------------- | ------------------------------------------ |
| 1      | 남태혁 (제물포고-LAD,내야수)          | 김재영 (홍익대,투수) (계약금:1억6천만원) | 최원준 (서울고,내야수) (계약금:1억5천만원) | 한승혁 (효천고,투수) (계약금:1억4천만원) | 조수행 (건국대,외야수) (계약금:1억4천만원)    | 임석진 (서울고,내야수) (계약금:1억3천만원) | 유재유 (충암고,투수) (계약금:1억5천만원) | 정수민 (부산고-CHC,투수) (계약금:없음)    | 안현석 (성남고,투수) (계약금:1억2천만원)      | 김승현 (건국대,투수) (계약금:1억3천만원)   |
| 2      | 한승지 (포철고,투수) (계약금:9천만원) | 이시원 (상원고,외야수) (계약금:1억)      | 남하준 (세광고,투수) (계약금:1억)          | 김영일 (원광대,투수) (계약금:1억)        | 황경태 (상원고,내야수) (계약금:1억원)         | 김주한 (고려대,투수) (계약금:1억)          | 김주성 (휘문고,내야수) (계약금:1억)      | 최성영 (설악고,투수) (계약금:1억원)       | 안정훈 (동산고,투수) (계약금:1억원)           | 이케빈 (라마포대,투수) (계약금:1억1천만원) |
| 3      | 서의태 (경기고,투수) (계약금:8천만원) | 권용우 (동의대,투수) (계약금:9천만원)    | 정동현 (휘문고,투수) (계약금:9천만원)      | 나경민 (덕수고-SDP,외야수)               | 고봉재 (호원대,투수) (계약금:8천만원)         | 안상현 (용마고,내야수) (계약금:8천만원)    | 홍창기 (건국대,외야수) (계약금:8천만원)  | 김한별 (유신고,투수) (계약금:8천만원)     | 최민섭 (동산고,투수) (계약금:8천만원)         | 임대한 (송원대,투수) (계약금:9천만원)      |
| 4      | 임도혁 (제물포고,투수)                | 장진혁 (단국대,내야수) (계약금:7천만원)  | 전상현 (상원고,투수)                       | 김남길 (북일고,투수)                     | 홍성호 (선린인터넷고,외야수) (계약금:7천만원) | 김찬호 (동산고,투수)                       | 김기연 (진흥고,포수)                     | 이재율 (영남대,외야수) (계약금:7천만원)   | 김성택 (덕수고,투수) (계약금:7천만원)         | 이성규 (인하대,내야수)                     |
| 5      | 김태오 (서울고,투수)                  | 염진우 (문예대,투수)                     | 서덕원 (건국대,투수)                       | 김성재 (원광대,투수)                     | 정덕현 (강릉고,투수) (계약금:6천만원)         | 하성진 (인천고,내야수)                     | 천원석 (제주고,투수)                     | 최우재 (진흥고,외야수) (계약금:6천만원)   | 유재훈 (부천고,투수) (계약금:7천만원)         | 황선도 (대전고,내야수)                     |
| 6      | 장현우 (홍익대,투수)                  | 김태연 (야탑고,내야수) (계약금:5천만원)  | 이진영 (선린인터넷고,외야수)               | 이찬건 (상원고,내야수)                   | 서예일 (동국대,내야수) (계약금:6천만원)       | 김민재 (안산공고,외야수)                   | 이동규 (성남고,내야수)                   | 김찬형 (경남고,내야수) (계약금:5천만원)   | 이찬석 (공주고,투수) (계약금:6천만원)         | 김성훈 (문예대,내야수)                     |
| 7      | 김도영 (동아대,투수)                  | 김찬균 (연세대,투수) (계약금:5천만원)    | 김규성 (선린인터넷고,내야수)               | 안준영 (송원대,투수)                     | 신창희 (대구고,포수) (계약금:4천만원)         | 노관현 (경희대,내야수)                     | 김호은 (연세대,내야수)                   | 김준현 (공주고,투수) (계약금:4천만원)     | 김성현 (용마고,내야수) (계약금:6천만원)       | 남기효 (동성고,투수)                       |
| 8      | 강승훈 (연세대,내야수)                | 박상언 (유신고,포수) (계약금:4천만원)    | 신범수 (동성고,포수)                       | 임지유 (소래고,내야수)                   | 양구렬 (중앙대,내야수) (계약금:4천만원)       | 최수빈 (성남고,내야수)                     | 양효준 (충암고,투수)                     | 임서준 (인하대,투수) (계약금:4천만원)     | 채상현 (인하대,외야수) (계약금:6천만원)       | 최주엽 (대구고,투수)                       |
| 9      | 노유성 (성균관대,투수)                | 방윤준 (단국대,투수) (계약금:4천만원)    | 이승우 (휘문고,외야수)                     | 조준영 (경남고,외야수)                   | 이찬기 (인하대,외야수) (계약금:3천만원)       | 김동엽 (북일고-CHC,외야수)                 | 김태영 (군산상고,내야수)                 | 조원빈 (홍익대,내야수) (계약금:3천만원)   | 김응수 (신일고,투수) (계약금:5천만원)         | 김결의 (성균관대,포수)                     |
| 10     | 이병훈 (세광고,투수)                  | 강상원 (북일고,외야수) (계약금:3천만원)  | 류승현 (광주일고,내야수)                   | 정종진 (세광고,투수)                     | 오석 (연세대,투수) (계약금:3천만원)           | 박광명 (동국대,외야수)                     | 이정윤 (고려대,외야수)                   | 최재혁 (성균관대,내야수) (계약금:3천만원) | 안준모 (선린인터넷고,내야수) (계약금:5천만원) | 최승민 (영남대,내야수)                     |

- 'ㄹ'자 방식으로 지명 순서를 정함.

## 에피소드
- 서울고등학교와 선린인터넷고등학교가 7명씩으로 가장 많다.
- 고교 투수 최대어인 이영하는 서울권(두산, LG, 넥센)중 가장 먼저 지명권을 갖고 있던 두산 베어스에 지명되었다.
- 선린인터넷고등학교와 경북고등학교는 1차지명자가 2명 나왔다.
- kt 위즈의 1차지명자인 박세진은 롯데 자이언츠의 박세웅의 동생이다. 형제가 같은 팀에 1차지명되는 영예를 누렸다.
- LG 트윈스의 10라운드 이정윤은 SK 와이번스의 2군 감독 이종운의 아들이다.

## 출신 학교 별 정리

### 서울
- 서울고등학교 :　주효상(넥센, 1차지명), 김재영(홍익대-한화, 1라운드), 최원준(KIA, 1라운드), 임석진(SK, 1라운드), 김태오(KT, 5라운드), 임서준(인하대-NC, 8라운드), 이찬기(인하대-두산, 9라운드)
- 선린인터넷고등학교 : 김대현(LG, 1차지명), 이영하(두산, 1차지명), 홍성호(두산, 4라운드), 장현우(홍익대-KT, 6라운드), 이진영(KIA, 6라운드), 김규성(KIA, 7라운드), 안준모(넥센, 10라운드)
- 경기고등학교 : 박준영(NC, 1차지명), 서의태(KT, 3라운드), 오석(연세대-두산, 10라운드)
- 충암고등학교 : 유재유(LG, 1라운드), 양효준(LG, 8라운드)
- 성남고등학교 : 안현석(넥센, 1라운드), 김주한(고려대-SK, 2라운드), 권용우(동의대-한화, 3라운드), 서예일(동국대-두산, 6라운드), 이동규(LG, 6라운드), 최수빈(SK, 8라운드)
- 배명고등학교 : 김영일(원광대-롯데, 2라운드), 방윤준(단국대-한화, 9라운드), 박광명(동국대-SK, 10라운드)
- 휘문고등학교 : 김주성(LG, 2라운드), 정동현(KIA, 3라운드), 이승우(KIA, 9라운드), 조원빈(홍익대-NC, 9라운드)
- 덕수고등학교 : 나경민(전SDP-롯데, 3라운드), 김성택(넥센, 4라운드)
- 청원고등학교 : 임대한(송원대-삼성, 3라운드), 김성훈(문예대-삼성, 6라운드), 안준영(송원대-롯데, 7라운드)
- 장충고등학교 : 서덕원(건국대-KIA, 5라운드), 채상현(인하대-넥센, 8라운드)
- 신일고등학교 : 김응수(넥센, 9라운드)
- 경동고등학교 : 최승민(영동대-삼성, 10라운드)

### 인천
- 제물포고등학교 : 남태혁(전LAD-KT, 1라운드), 임도혁(KT, 4라운드)
- 동산고등학교 : 안정훈(넥센, 2라운드), 최민섭(넥센, 3라운드), 김찬호(SK, 4라운드)
- 인천고등학교 : 하성진(SK, 5라운드)

### 경기
- 야탑고등학교 : 정동윤(SK, 1차지명), 김태연(한화, 6라운드)
- 안산공업고등학교 :　홍창기(건국대-LG, 3라운드), 김성재(원광대-롯데, 5라운드), 김민재(SK, 6라운드)
- 유신고등학교 : 김한별(NC, 3라운드), 강승훈(연세대,-KT, 8라운드), 박상언(한화, 8라운드)
- 부천고등학교 : 유재훈(넥센, 5라운드)
- 소래고등학교 : 임지유(롯데, 8라운드)

### 충남, 충북
- 천안북일고등학교 : 김주현(경희대-한화, 1차지명), 김남길(롯데, 4라운드), 김찬균(연세대-한화 , 7라운드), 김동엽(전CHC-SK, 9라운드), 강상원(한화, 10라운드)
- 세광고등학교 :　남재현(KIA, 2라운드), 이병훈(KT, 10라운드), 정종진(롯데, 10라운드)
- 대전고등학교 : 황선도(삼성, 5라운드)
- 공주고등학교 : 이찬석(넥센, 6라운드), 김준현(NC, 7라운드)

### 강원
- 강릉고등학교 : 조수행(건국대-두산, 1라운드), 김승현(건국대-삼성, 1라운드), 정덕현(두산, 5라운드), 김융(성균관대-삼성, 9라운드)
- 설악고등학교 : 최성영(NC, 2라운드)
- 원주고등학교 : 염진우(문예대-한화, 5라운드)

### 대구, 경북
- 경북고등학교 : 최충연(삼성, 1차지명), 박세진(KT, 1차지명)
- 포항제철고등학교 : 한승지(KT, 2라운드)
- 대구상원고등학교 :　이동훈(한화, 2라운드), 황경태(두산, 2라운드), 전상현(KIA, 4라운드), 이석훈(롯데, 6라운드), 최재혁(성균관대-NC, 10라운드)
- 포항제철공업고등학교 : 이재율(영남대-NC, 4라운드)
- 대구고등학교 : 신창희(두산, 7라운드), 김호은(연세대-LG, 7라운드), 최주엽(삼성, 8라운드)

### 부산, 경남
- 부산고등학교 : 박종무(롯데, 1차지명), 정수민(전CHC-NC, 1라운드)
- 경남고등학교 : 고봉재(호원대-두산, 3라운드), 김찬형(NC, 6라운드), 조준영(롯데, 9라운드), 이정윤(고려대-LG, 10라운드)
- 마산용마고등학교 :　안상현(SK, 3라운드), 김성현(NC, 7라운드)
- 개성고등학교 :　김도영(KT, 7라운드), 노관현(경희대-SK, 7라운드)

### 광주, 전남, 전북
- 광주제일고등학교 : 김현준(KIA, 1차지명), 장진혁(단국대-한화, 4라운드), 노유성(성균관대-KT, 9라운드), 류승현(KIA, 10라운드)
- 순천효천고등학교 :　한승혁(롯데, 1라운드)
- 광주진흥고등학교 : 김기연(LG, 4라운드), 최상인(NC, 5라운드), 양구렬(중앙대-두산, 8라운드)
- 광주동성고등학교 : 이성규(인하대-삼성, 4라운드), 남기효(삼성, 7라운드), 신범수(KIA, 8라운드)
- 군산상업고등학교 : 김태영(LG, 9라운드)

### 제주
- 제주고등학교 : 천원석(LG, 5라운드)

### 해외파
- 라마포대 :　이케빈(삼성, 2라운드)